# Mickaël Nelson
Mickaël Nelson (Marsella, Francia, 2 de febrero de 1990), futbolista francés, de origen reunionés. Juega de defensa y su actual equipo es el SV Babelsberg 03 de Alemania.

## Trayectoria
En enero de 2008, Montpellier y Nelson accedió a un contrato profesional. Le dieron el número 13 camisa. Hizo su debut en el fútbol profesional el 12 de mayo de 2008 en la Ligue 2 con el partido del Montpellier contra el FC Gueugnon al entrar como sustituto en el minuto 78. Montpellier iba a ganar el partido 2-1 con un gol tardío de Mapou Yanga-Mbiwa. El capitán del Montpellier Sub-18 equipo que ganó la Copa Gambardella 2008-09 y la codiciada Palma de cisne o.
Estuvo entrenado en el Portsmouth FC y el Standard de Lieja y al final firma por Babelsberg en el 2011.

## Selección nacional
Ha sido internacional con la Selección de fútbol de Francia Sub-20.

## Clubes
| Club             | País     | Año       |
| ---------------- | -------- | --------- |
| Montpellier HSC  | Francia  | 2008-2011 |
| SV Babelsberg 03 | Alemania | 2011-     |